# Antidesmatinae
Antidesmatinae, podtribus filantusovki, dio tribusa Antidesmateae, podporodica Antidesmatoideae. Sastoji se od dva  roda sa ukupno 118 vrsta dvodomnog manjeg drveća i grmova iz Afrike, Azije, i Australije.
Podtribus je opisan 1865.

## Podjela
- Antidesma L.
- Thecacoris A.Juss.. 16 vrsta